# Магистър
Магистърската степен, съкратено магистър, е вид образователна степен във висшето образование.
Магистър по-често означава носител на магистърска степен.
Присъжда се след обучение в университет, висша академия или друго упълномощено висше училище и е с продължителност от 1 до 2 години.
Предишната образователна степен най-често е бакалавър. Следващото равнище е степен доктор. Обикновено студентите изучават определена специалност, за която придобиват съответната степен. По-рядко избират специалността след период на обучение.

## България
Степента е регламентирана в България от Закона за висшето образование (ЗВО). За придобиването ѝ, съгласно чл. 42, ал. 1, т. 2 на ЗВО, се изискват:
а) не по-малко от 300 учебни кредита съгласно учебния план със срок на обучение не по-малък от 5 години – за обучение без друга степен
б) не по-малко от 120 кредита след придобита образователно-квалификационна степен „бакалавър“ по т. 1, буква „а“ – за професионален бакалавър
в) не по-малко от 60 кредита след придобита образователно-квалификационна степен „бакалавър“ по т. 1, буква „б“ – за бакалавър
Изискването за 300 учебни кредита и поне 5 години се отнася и за общия брой кредити и години във всички варианти на магистърската с предишни степени.
Продължителността на магистърското обучение зависи както от равнището на получената предишна образователна степен, така и от съвпадането на нейното научно направление с това на магистърската специалност (програма). При различни научни направления срокът на обучение обикновено се увеличава със семестър.